# Beato (nombre)
Beato es un nombre de pila de varón.

## Variantes
- Femenino: Beata.

## Etimología
El nombre deriva del latín beatus, que significa feliz.

## Onomásticas y santos
- San Beato de Liébana (España), confesor y ermitaño, autor del célebre Comentario al Apócalipsis, que completó en el monasterio de Santo Toribio de Liébana, cuya onomástica se celebra el 19 de febrero;
- San Beato de Lungern (Suiza), 9 de mayo;
- Santa Beata y compañeras, mártires en el norte de África, 8 de marzo; [1]
- San Beato de Vendôme (Francia), confesor y ermitaño: se retiró a una gruta, en el siglo V;
- Santa Beata de Sens (Francia), cuya fiesta se celebra el 29 de junio, mártir del siglo III.